# Chlorocypha victoriae
Chlorocypha victoriae là một loài chuồn chuồn kim thuộc họ Chlorocyphidae. Loài này có ở Angola, Cameroon, Cộng hòa Trung Phi, Cộng hòa Congo, Cộng hòa Dân chủ Congo, Uganda, Zambia, và có thể cả Guinea Xích Đạo. Môi trường sống tự nhiên của chúng là rừng ẩm vùng đất thấp nhiệt đới hoặc cận nhiệt đới và sông ngòi. Chúng hiện đang bị đe dọa vì mất môi trường sống.